# Johannes Indagine
Johannes Indagine (ca.1467-1537), était un astronome allemand du XVIe siècle.

## Publications
- Introductiones apoteles maticae elegantes, in Chyromantiam, Physiognomiam, Astrologiam naturalem... Joannis Scotti, Argentorati (Strasbourg). 1522.
- Chiromantia / Physiognomia, ex aspectu membrorum Hominis. / Periaxiomata, de faciebus Signorum. / Canones astrologici, de iudicis Aegritudinum. / Astrologia naturalis. / Complexionum noticia iuxta dominium Planetarum. Argentorati, apud Jo.Schottum. (Strasbourg, Jean Schott, 1531)
- Introductiones Apotelesmaticae Elegantes, in Chyromantium, Physiognomiam, Astrologiam naturale(m), Complexiones hominu(m), Naturas planetaru(m), Cu(m) periaxiomatibus de factebus Signorum, & canonibus de aegritudinibus, nusquam fere simuli tractata compendio. Frankfurt: David Zephel. 1550.
- Chiromance & Physionomie Par le Regard des Membres de L'Homme, Faites Par Jean de Indagine. Plus Dudat: La Diffinition des Faces des Signes. Reigles Astronom. Du Iugemet des Maladies. L'astrologie Naturell. La Congnoissance de la Complexion des Hommes Selon la Domination des Planettes. Lyon: Jean de Tournes, 1571.
- Vraye Et Parfaicte Chyromancie Et Phisionomie...La diffinition des faces des Signes. Reigles Astronomiques du jugement des maladies. Plus, L'Astrologie Naturelle. La cognoissance de la complexion des hommes selon la domination des Planettes. 1620. Paris: Jacques Villery.